# Borotválkozás

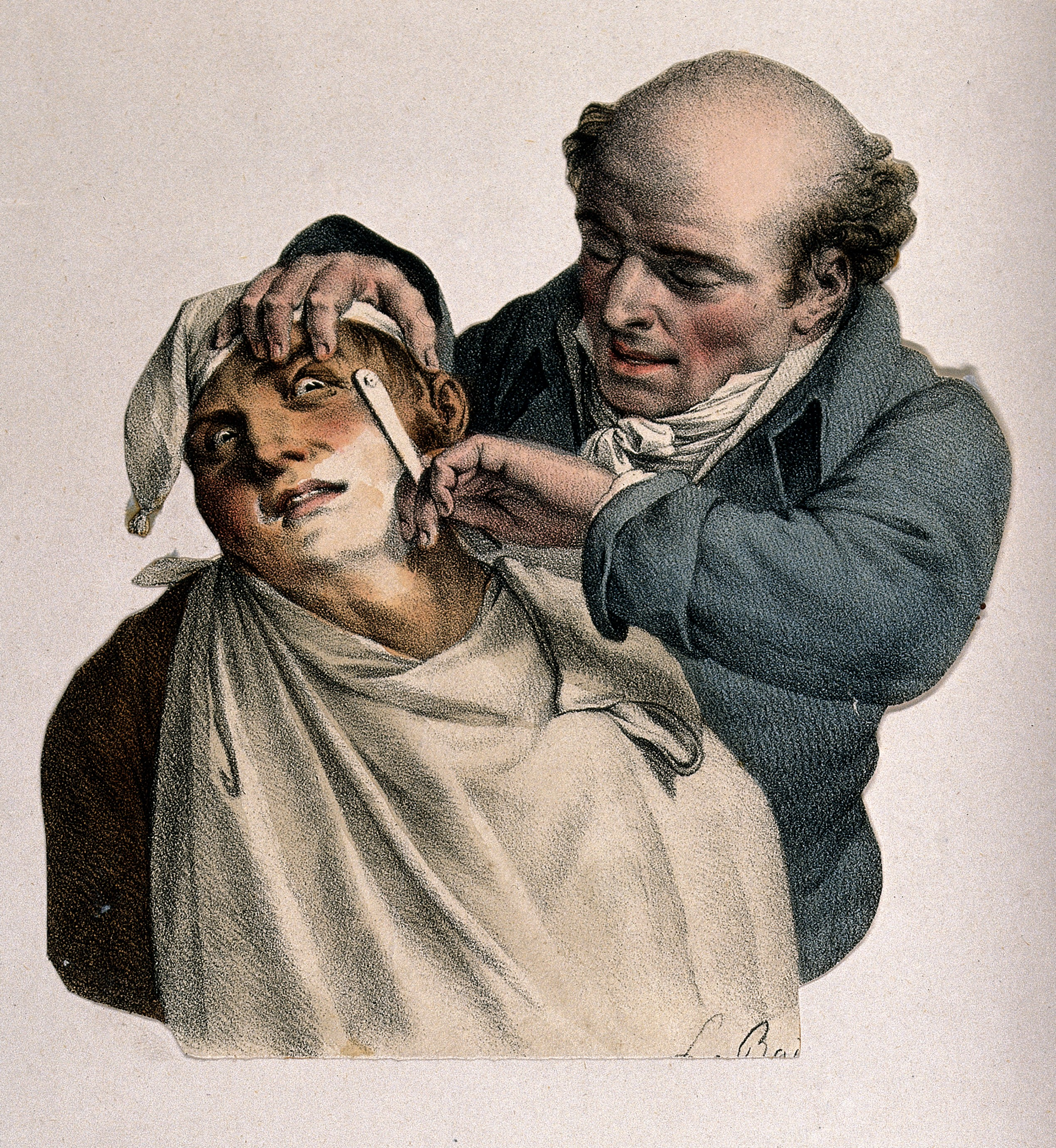
Louis-Léopold Boilly: L Adroit Barbier (Az ügyes borbély), litográfia (1827)

Borotválkozásnak nevezzük a testszőrzet levágását a bőr szintjéig, valamilyen eszköz, többnyire éles borotva használatával. A férfiak napjainkban is jellemzően az arcszőrzetet, míg a nők főleg a láb és hónaljszőrt borotválják vagy borotváltatják. Előfordul egyéb testrész mint például a fej, mellkas, hónalj és a szeméremszőrzet borotválása is. Ez gyakran egy vallási vagy egyéb gyakorlat, meggyőződés része, továbbá jellemző a különböző testfelületek versenysportolók által történő rendszeres borotválása. Korunkban tömegigénnyé vált a szépségápolás területén az intim szőrtelenítés is. Napjainkban a kozmetikai ipar számos termékével segít megoldani, hogy a szőrtelenítendő testrész puha és selymes legyen.

## A borotválkozás története

### Korai borotvák
A borotválkozás története az őskorig nyúlik vissza. Barlangrajzok bizonyítják, hogy az kőkorszaki ember kagylókat, illetve éles pattintott kőeszközöket használt a szőrzet eltávolítására. Időszámításunk előtt 30 000-től 6000-ig volt ez jellemző, később – főleg ókori egyiptomi sírkamrákban – találtak a bronzban készült borotvákat is, amelyek az első klasszikus értelemben vett borotvák elődeinek tekinthetők. Egyiptomban a fej borotválása rendszeres volt, mert a szakáll és haj az ókori egyiptomi vallás alapvető követelményrendszere szerint tisztátalannak, így a vallási előírásokkal ellenkező viseletnek számított. A borotválást és a
körömvágást szakemberek végezték, akik önállóan dolgozó vagy személyes szolgálatban álló személyek voltak.
I. e. 400 környékén a borotválkozási gyakorlat átterjedt a Római Birodalom és az ókori Görögország területeire is, melyben Nagy Sándor ókori uralkodónak volt nagy szerepe. Nagy Sándor elrendelte hadseregében a borotválkozási gyakorlatot, hogy az ellenség ne tudja megragadni a hajat, illetve szakállat a harcok folyamán. Ezen túlmenően fontos szempont volt a hadseregben, hogy a különböző élősködők sem jelentettek akkora problémát a hosszabb hadjáratokon, mivel azok nem tudtak a sűrű arcszőrzetben megtelepedni. Feliratok bizonyítják, hogy nagyszámú borbély (tonsor, tosor) dolgozott Róma és Pompeii városában is. Pompeiiben a feliratok előkerülési helye alapján a borbélyüzletek (tonstrinae, tonstrinum, tonsorium) helye is ismert.
Ebben az időben a borotvák is komoly fejlődésen mentek keresztül: javultak a felhasznált anyagok, és kialakult az egyenes forma, amelyet a mai napig használunk.

### Borotválkozás a középkorban
A borotválkozási szokások a középkorban inkább vallási preferenciák, illetve az egyének társadalomban elfoglalt pozíciói alapján formálódtak át. A XI. századtól az emberek egyre nagyobb figyelmet fordítottak a tisztálkodásra és a megfelelő ápoltságra, melynek része volt a borotválkozás is. A különböző illatszerek, parfümök és egyéb higiéniai eszközök használata egyre széles körűbbé vált. A vallási megfontolás persze továbbra is erős volt, mivel az egyházak (keleti ortodox és római katolikus) kettéváltak és a római egyház elkezdte támogatni a borotválkozást, hogy így különböztesse meg tagjait a többi egyházi felekezet tagjaitól – a középkori római katolikus egyház által „hitetlenek”-nek bélyegzett, más vallási csoportoktól. Említésre méltó még, hogy roueni érsek 1096-ban törvénybe iktatta, hogy senki se növesszen hosszú hajat (arc szőrzetet), hanem vágassa le ahogy a keresztényekhez illik, kivéve a keresztes hadjáratokban részt vevők esetében, ők viselhettek szakállat az apostolok tiszteletére.

### Borotválkozás az ipari forradalmat követően
Az ipari forradalom idején, a technológia javulásával egyre jobb acélötvözeteket tudtak előállítani, ami borotvákat jobbá, élesebbé és biztonságosabbá tette. Az első összecsukható borotvakések, illetve biztonsági borotvák megjelenésével már mindenki számára elérhető és megoldható volt az otthoni borotválkozás, nem feltétlen kellett többször borbélyhoz járni. Ebben az időben alakultak meg az első kozmetikai cégek is, amelyek már célzottan gyártottak olyan termékeket, melyek az otthon történő borotválkozás elterjedését segítették.

### A biztonsági borotvák kora
Az első biztonsági borotva 1770 körül jelent meg, az első szabadalmat azonban csak 1880-ban jegyeztették be Kampfe testvérek. Ebben a borotvakészülékben a pengét még el kellett távolítani az élezéshez.
1895-ben King Camp Gillette megalkotta a kétélű biztonsági borotvát (double edge), amit már nem kellett élezni, csak cserélni benne a pengét egy bizonyos használati időt követően. Így a borotválkozás lényegét tekintve egyszerűbbé és költséghatékonyabbá vált mindenki számára.
Az első megfelelően hajlékony pengét 1903-ban sikerült előállítani, amely már tömegtermelésre is alkalmas volt. Ez, és a King Camp Gillette amerikai hadsereggel kötött szerződése tette lehetővé, hogy a biztonsági borotva megoldás változatlan maradt, és örökre megváltoztatta a borotválkozási piacot és szokásokat.
1971-ben a King Camp Gillette bemutatta az első patronos borotvát, ahol nemcsak a pengét, hanem az egész borotvafejet kellett cserélni egy bizonyos idő elteltével. Azóta ez a megoldás is komoly fejlődésen ment át. Csuklós fej, egyre több penge, rugalmas pengefelfüggesztés jellemzi a modern kor patronos borotváit.

## A borotválkozás eszköztára

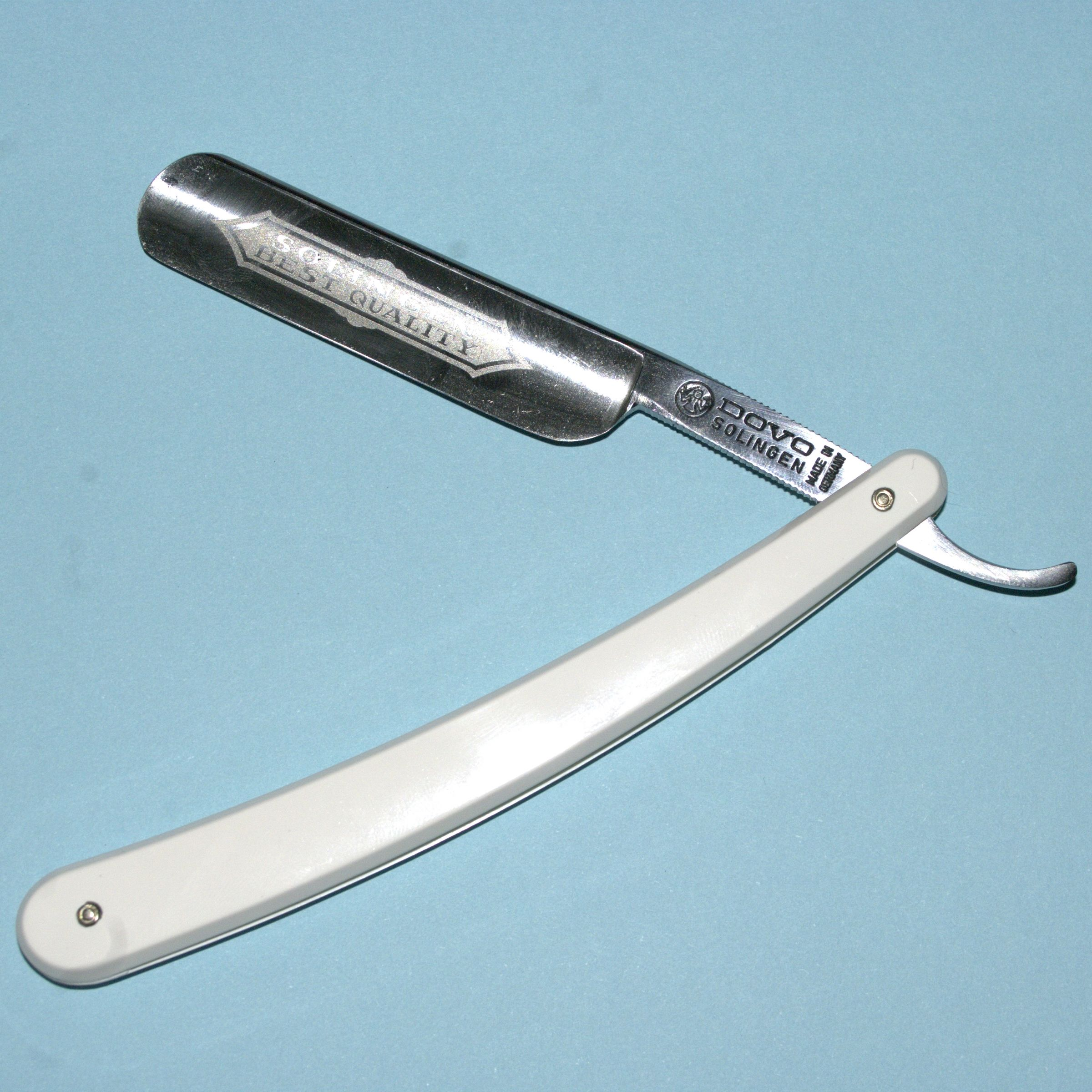
Borotvakés

### Borotvakések

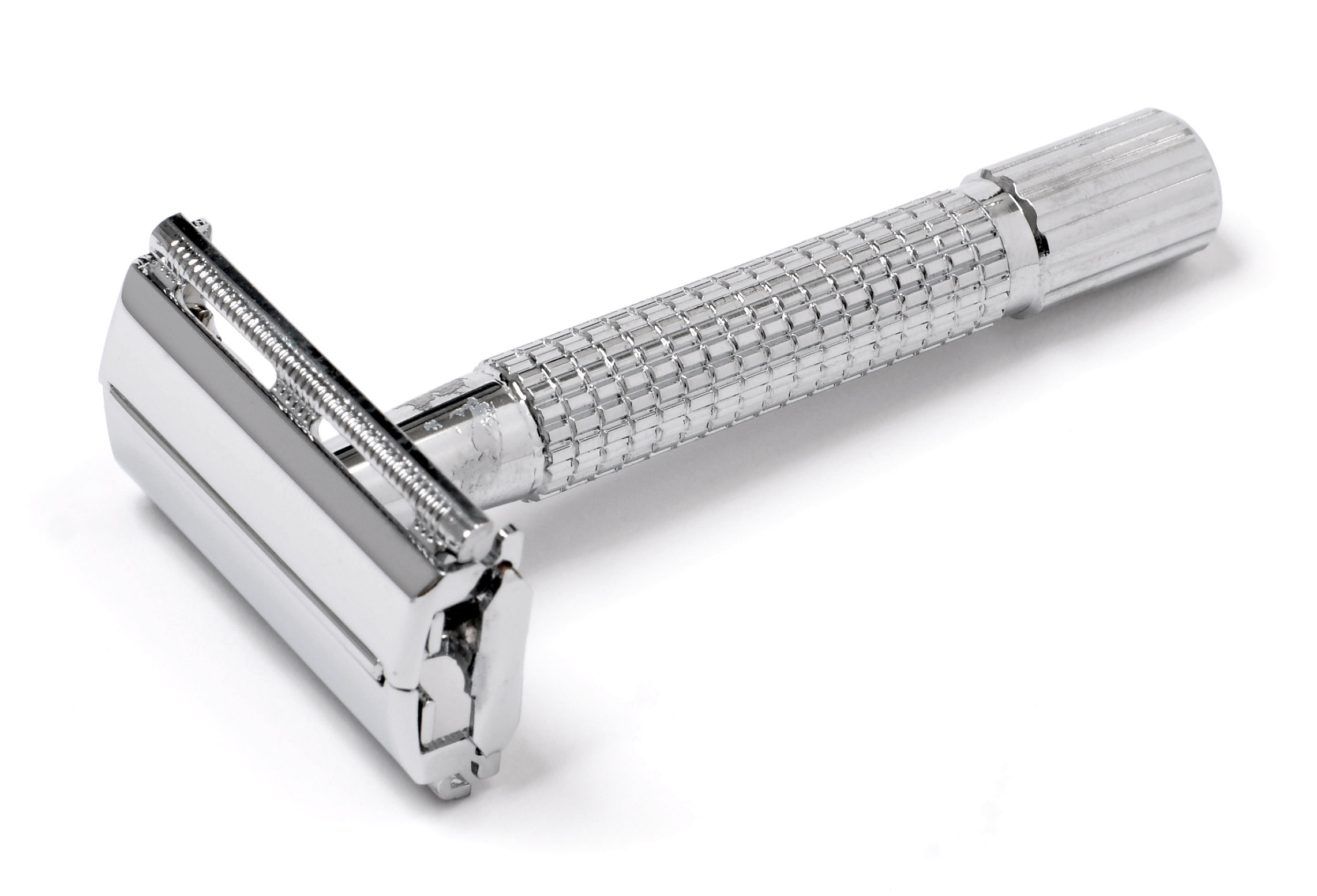
Biztonsági borotva

A borotvakés a hagyományos borotválkozás egyik leghatékonyabb eszköze. Benjamin Huntsman 1740-ben készítette el a mai is ismert borotvakések első darabjait. Használata megfelelő gyakorlatot igényel. A borotvakés az egyik leghatékonyabb borotválkozási eszköz, figyelembe véve kiemelkedő költséghatékonyságát és alaposságát a borotválkozásban. Ismert és használt változatai az európai összecsukható változat, illetve népszerű még a japán kamisori borotvakés is. A borotvakések rendszeres karbantartást és élezést igényelnek. A shavette a borotvakés cserélhető pengéjű változata.

### Biztonsági borotvák
Biztonsági borotvának, vagy önborotvának nevezzük azokat a borotvákat, ahol a penge kiállása az eszközből viszonylag kicsi, így nem tud komoly sérüléseket okozni a borotválkozás közben. Legismertebbek a kétélű (Double Edge) borotvák és a patronos, azaz cserélhető fejes borotvák.

### Borotválkozás előtti készítmények (preshave)
A preshave készítményeket borotvaszappan felvitele előtt alkalmazzuk. Alapvető funkciójuk a szőr felpuhításában és a bőr előkészítésében van. A preshave, azaz borotválkozás előtti termékek, a borotvaszappan tulajdonságait hivatottak felerősíteni. Sok változatuk létezik, legjellemzőbb formái a különböző krémek és olajok formájában elérhetők.

### Borotvaszappanok, krémek
A borotvaszappan feladata a szőrzet felpuhítása, a bőr előkészítése és a megfelelő siklás biztosítása a borotvapenge számára. Rengeteg változata létezik, különböző illatokban és típusokban. A borotvaszappanok tömör, alapállapotban száraz állagú készítmények. A borotvaszappanok kizárólag borotvapamacs segítségével használható a borotvapamacs benedvesítését követően. A borotvaszappanok használat után "visszaszáradnak".

### Borotválkozás utáni készítmények (aftershave)
Az aftershave, azaz borotválkozás utáni termékeket borotválkozás után alkalmazzuk. Feladatuk a fertőtlenítés és a bőr megnyugtatása a borotválkozást követően. A borotva éle a borotválkozás alatt nem csak az arcszőrzet egy részét távolítja el, de az borotválkozáshoz használt penge élességétől függően az arcbőr legfelső bőrrétegeit is megsérti – sőt bizonyos esetekben kisebb vágásokat is okozhat – éppen ezért kifejezetten hasznos olyan összetételű aftershave termékek használata, melyek segítenek megnyugtatni, ápolni az arcbőrt, illetve segítik a borotválkozás okozta sérülések gyógyulását. Az aftershave termékek két alapvető típusa az alkoholos készítmények és a balzsamok. Az, hogy melyiket alkalmazzuk, alapvetően bőrtípustól függ. Sokaknak az alkohol szárítja a bőrét, vannak akiknek a balzsam nem működik megfelelően. Az aftershave rendszere használata ajánlott, hiszen csökkentik a fertőzések és a bőrirritáció kialakulásának esélyét.

### Borotvapamacs
A borotvapamacs borotvaszappan, vagy borotválkozási krém habosításában és az arcra juttatásában van igen fontos szerepe. A borotvapamacs a hagyományos borotválkozás elengedhetetlen kelléke. Használata rendkívül jótékony hatással van az arcbőrre, hiszen a borotvaszappan és borotválkozási krém habjának felvitelén túl, sörtéinek köszönhetően segít a hámlasztásban is, azaz az arcon található elhalt hámszövet eltávolításában. Alapos pamacsolással a borotvahabot az arcon található borostába tudjuk masszírozni így pamacsolás hatására előállt vérbőség hatására a szőrszálak kiemelkednek a bőrből, ezáltal lehetővé téve a sokkal hatékonyabb borotválkozást.
A borotvapamacsok igen sokféle változatban készülnek: állati eredetű és szintetikus szálakból egyaránt rengeteg fajta pamacs készül. Az állati eredetű borotvapamacsok alapanyaga lehet disznósörte, borz és lószőr.

### Timsó
A timsó összetételének köszönhetően antibakteriális és sebösszehúzó tulajdonságokkal bír, így a borotválkozás során keletkezett esetleges sérülések kezelésére, illetve borotválkozás utáni fertőtlenítőszerként is használható. A timsó igen régóta használt és kedvelt aftershave eszköz, melynek jótékony hatásait évszázadok óta ismerik.

## A hagyományos borotválkozás menete

### Előkészítés
A hagyományos borotválkozás egyik legfontosabb lépése a borotválkozás előkészítése. Ha nincs megfelelően előkészítve a arcszőrzet, akkor a borotválkozás nem lesz kellően alapos, könnyebben kialakulhat bőrirritáció, ha a borotvapenge erősebb arcszőrzetet kell elvágnia, amely nincs megfelelően felpuhítva. Megfelelő előkészítés lehet egy forró fürdő vagy zuhany, azonban ha erre nincs mód akkor alkalmazhatunk borotválkozás előtti szereket, illetve meleg vizes törülközővel is felpuhítható az arcszőrzet.

### Pamacsolás
A pamacsolás során a borotvaszappanból, vagy krémből habot képezünk és azt az arcunkra egyenletes rétegben, alaposan felvisszük. A pamacsolás segít a borotvahab borostába juttatásában és vérbőséget idéz elő az arcbőrben, amitől a szőrszálak kiemelkednek, így könnyebbé válik a borotválkozás.

### Borotválás
A megfelelően előkészített szőr eltávolítása borotva segítségével. Csak a megfelelően éles borotvaeszközzel érhető el jó eredmény. Bortvakéssel történő borotválkozásnál nagyon fontos, hogy megfelelő szöget zárjon be a borotvakés pengéje az arcbőrrel, máskülönben nem lesz hatékony a borotválkozás; a megfelelő szög kialakítása gyakorlást és odafigyelést igényel. Cserélhető pengés készülékeknél a penge és arc által bezárt szögre nem szükséges odafigyelni, mert a készülék általában nem enged más szöget, mint amit a borotva feje meghatároz. Hagyományos borotválkozásnál általában három körben kell borotválkoznunk különböző irányokból a tökéletes eredmény elérése érdekében, ezek:
- a szőr növekedésével megegyező irányban (WTG, azaz with the grain)
- a szőr növekedésével keresztben (XTG, azaz across the grain)
- a szőr növekedésével szemben (ATG, azaz against the grain)

### Utókezelés
Az utókezelés során a borotválkozás során fellépő esetleges irritációt és hámsérüléseket kezeljük. Megfelelő utókezelés lehet különböző borotválkozás utáni szerek használata. Nagyon fontos az egyszerű hideg víz, ami kellemesen hűsíti és megnyugtatja a bőrt, továbbá enyhe sebösszehúzó hatással bír. Utókezelésre az egyszerű timsó is kiválóan alkalmas – a timsót 1-2 percig az arcon kell hagyni a borotválkozást követően, majd lemosni. Ezt követően bármilyen borotválkozás utáni, aftershave termék használható egyéni preferenciák szerint.

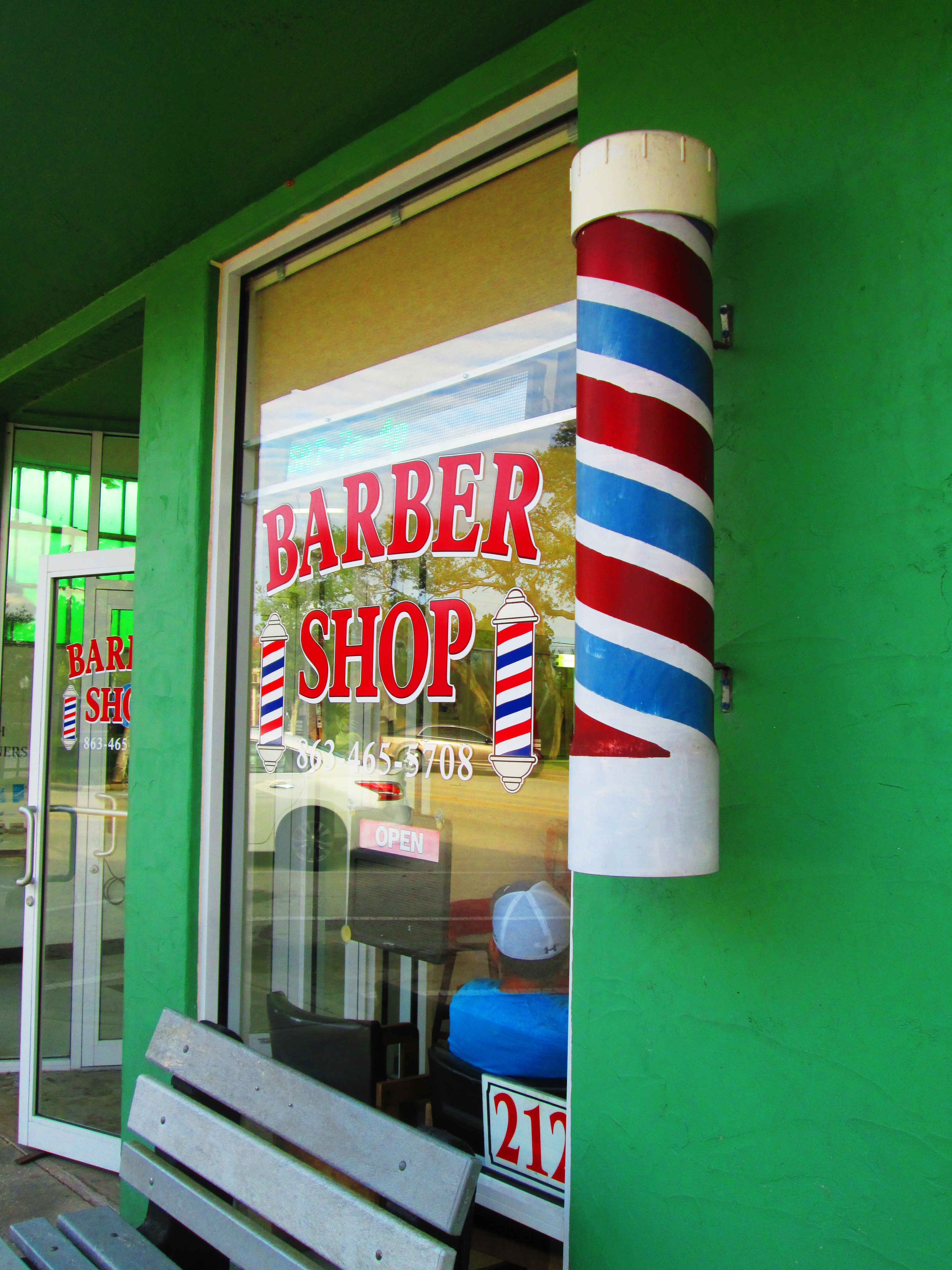
Borbélyüzlet

## Borotválás a borbélynál
A látogatás a borbélynál valamikor (a biztonsági borotvák elterjedése előtt) az úriemberek napi rutinjának része volt. A 20. század második felében – részben a rozsdamentes pengék, majd az eldobható, a patronos, illetve a megfizethető elektromos borotvák elterjedésével a kereslet a fejlett világban drasztikusan visszaszorult. A szakmát végül a hipszter szakálldivat katapultálta vissza az életbe, és a konjunktúrát az Y generáció kiszőrösödése és anyagi gyarapodása táplálja. Mára, a látogatás a borbélynál egyfajta férfi-wellness szolgáltatássá vált. A 21. század borbélyüzlete egy "men only" férfibarlang, amely a fejszőrzet kényeztetése mellett – adott esetben – olyan "macsó" kínálattal rendelkezik, mint a kubai szivarok, drága whiskyk és konyakok kóstolása, valamint a dekoráció részét képezi a chopperek/izomautók és az antik borbélyberendezések/eszközök. Ennek megfelelően a legfontosabb szolgáltatás sem szorítkozik egy gyors borotválásra.

### Előkészítés
A borotválás előkészítésének első lépéseként a borbély szőrpuhító, borotválkozás előtti (pre-shave) krémet ken a szőrrel fedett bőrfelületre. Ezt követően forró, nedves törülközőt borít rá a szőrzet további puhítása érdekében. Ha szükséges, a szakállba szakállolajat dörzsöl, majd újabb forró törülköző következik.

### Krém, gél, szappan
Attól függően, hogy a borbély milyen terméket használ, különbözőképpen kell eljárnia. Krém vagy gél esetén, a vízzel enyhén felhígított terméket kézzel dolgozza el a borotválandó területen, majd ismét forró törülközőt alkalmaz. A szappanon nedves pamaccsal készít habot, és azt a pamaccsal hordja fel.

### Borotválás
A borotválás a fentieknek megfelelően történik, azzal az eltéréssel, hogy a legtöbb borbély csak a szőr növekedésével megegyező irányban (WTG) hajlandó borotválni, amivel ugyan lehetetlen teljesen sima arcbőrt produkálni, de kevésbé hántja le a felső hámréteget, így kevésbé okoz a borotválás után égető érzést és esetlegesen kiütéseket.

### Utókezelés
A szőr- és habmaradványok eltávolítása után ismét forró törülközővel borítja a borotvált felületet a bőr megnyugtatásának érdekében. Ezután hideg, nedves törülköző következik, amely összehúzza a pórusokat és felfrissíti a bőrt. Ha szükséges, ekkor alkalmaz timsót vagy más sebösszehúzó krémet.
A bőr szárazra-törlése után, először bőrnyugtató hatású borotválkozás utáni (after-shave) balzsamot masszíroz a bőrbe, majd gyógyhatású, ill. bőrtápláló maszkot ken fel. Ezt száradás után lefejti és egy gyors arcmosás ill. törlés után a szakállat és bajuszt waxszal igazítja, a szabad bőrfelületeken frissítő, illatos tonikkal (arcszesszel) zárja a pórusokat.

## Lásd még
- Timsó